# Сантпорт-Зейд
Сантпорт-Зейд (нід. Santpoort-Zuid) — село в нідерландській провінції Північна Голландія. Входить до муніципалітету Велзен.
Його площа становить 2,06 км², а населення станом на 2021 рік складало 3 370 осіб.